# Spark
Spark a fost un canal TV de documentare. Acesta a difuzat documentare despre știință sau despre tehnologii actuale ori de viitor, despre natură și biologie, istorie, călătorii, arheologie sau aventuri. Spark este de fapt o redenumire a fostului canal al companiei Autentic, denumit Top Explore. Televiziunea Spark a emis 24 din 24 de ore, iar grila de programe vizează întreaga familie. Spark are sunetul original în limba engleză și subtitrare în limba română.